# 児玉半九郎
児玉 半九郎（こだま はんくろう）は、江戸時代後期の徳山藩士。諱は忠碩。徳山藩士・河田政直の長男で、児玉忠清の婿養子となる。嫡男は明治時代の軍人・児玉源太郎。婿養子に児玉次郎彦がいる。家格は馬廻、禄高は100石。

## 生涯
文化8年（1811年）に徳山藩士・河田政直の長男として生まれ、徳山藩士・児玉忠清の娘・元子を娶って婿養子として児玉家の家督を継いだ。
半九郎は文人気質に富み、小笠原流の礼式を教授し、向かいの家に住む漢学者・島田蕃根と語らう事を楽しみとしていた。また、行政能力にも恵まれ、評定役や代官、藩校・鳴鳳館の目付などを歴任した。後に杉山茂丸は『児玉大将伝』において半九郎の人物像を「権力を笠に着て徒党を組んだり、私利を営んだりする事を嫌う清廉な人物であったが、その一徹な気質はやや偏狭なきらいがあり、政治家向きの性格ではなかった」と評している。
天保13年（1842年）に長女・久子が生まれ、弘化4年（1847年）に次女・信子が生まれる。また、弘化2年（1845年）には浅見栄三郎の次男・次郎彦を養子とした。
嘉永5年（1852年）閏2月25日、嫡男・源太郎が生まれる。源太郎が生まれた時に半九郎は島田蕃根の家に赴き、四、五人で詩文に興じていたが、児玉家の家人が慌ただしくやって来て男子誕生を告げたため、歓喜して直ちに島田家から帰宅し、祝杯を挙げた。
嘉永6年（1853年）6月の黒船来航により、徳山藩でも開国か攘夷かで政論が盛んに行われるようになった。半九郎は早くから尊王攘夷を唱えていたが、それが藩内の対立派閥に疎まれて蟄居閉門を命じられ、安政3年（1856年）10月19日に憂悶の内に死去。享年46。嫡男の源太郎はまだ5歳と幼く、半九郎の喪が明けた後に養子の次郎彦が半九郎の長女・久子と婚姻して、その家督を継いだ。